# United States Army Air Corps
L'United States Army Air Corps (ou USAAC) est le nom de la force aérienne des États-Unis entre 1926 et 1941.

## Historique

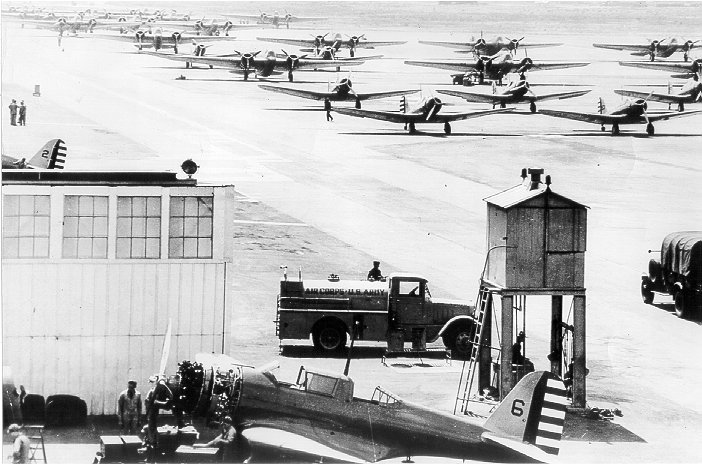
Alignements de chasseurs et bombardiers B-10 du 7th Bombardment Group de l'United States Army Air Corps sur la base aérienne de March Field dans les années 1930.

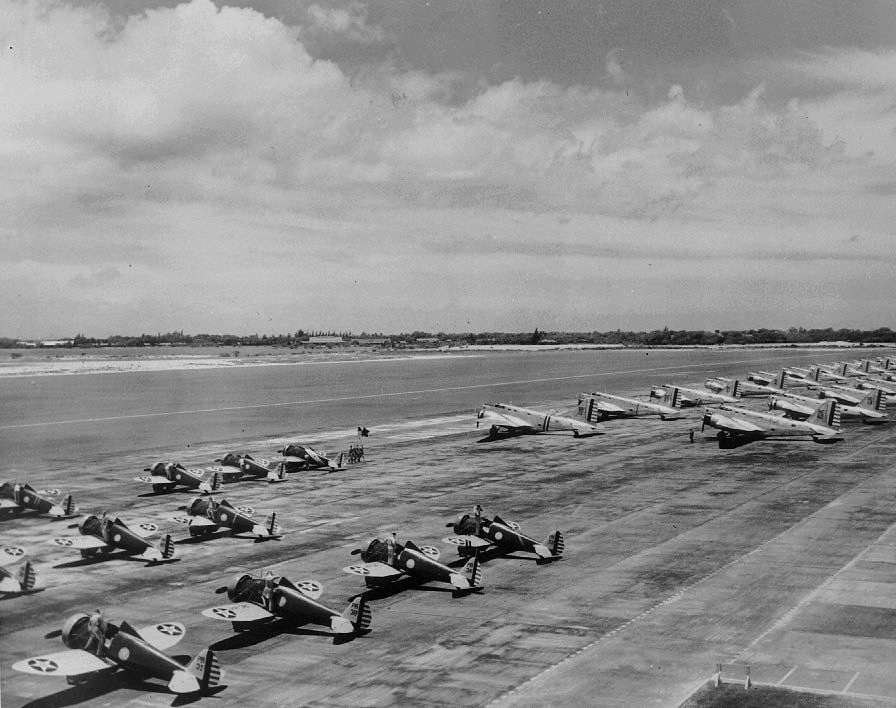
Hickam Field à Hawaii en 1940 ; des rangées de Boeing P-26 Peashooter au premier plan.

Créée le 2 juillet 1926 par décision du Congrès américain en remplacement de l'United States Army Air Service, première force aérienne américaine créée en 1917 à l'entrée en guerre des États-Unis. La création de l'USAAC résulte d'un compromis entre les partisans de la création d'une arme indépendante, comme l'étaient la Marine et l'Armée de terre, et ceux de la structure de commandement de l'US Army qui voyait l'aviation comme une branche auxiliaire, chargée de soutenir les troupes au sol.
Dans les années 1930, son importance grandit mais sa puissance est modeste par rapport aux autres grandes forces aériennes mondiales.
Au déclenchement de la Seconde Guerre mondiale en Europe en septembre 1939, elle comptait seulement 20 000 hommes et 2 400 avions dont 800 avions de combat de première ligne dans 76 bases aériennes, incluant 21 installations majeures et dépôts.
Elle deviendra l'United States Army Air Forces (USAAF) le 20 juin 1941, quelques mois avant l'entrée en guerre des États-Unis (bien que dissoute en tant qu'organisation, elle subsistera officiellement comme une branche de l'USAAF entre 1941 et 1947). Le démantèlement formel de l'USAAF, par décision du Congrès, ne fut pas lancé avant 1947 pour céder la place à une arme indépendante de l'US Army, l'actuelle US Air Force (USAF).
Aujourd'hui, l'US Army possède toujours une petite branche, l'United States Army Aviation Branch créée dans les années 1950. Son rôle est d'assurer le soutien tactique de l'armée (soutien aérien et transport). Elle s'occupe de la logistique, de l'entraînement et de l'équipement des appareils légers et des hélicoptères de l'armée américaine. 